# زیگی استارداست (شخصیت)
زیگی استارداست (انگلیسی: Ziggy Stardust) شخصیتی خیالی است که توسط دیوید بویی، موسیقی‌دان انگلستانی خلق شد و خود دیگر بویی در طول سال‌های ۱۹۷۲ و ۱۹۷۳ بود. این شخصیت هم‌نام ترانه «زیگی استارداست» و آلبوم ظهور و سقوط زیگی استارداست و عنکبوت‌ها از مریخ (۱۹۷۲) است. زیگی استارداست برای تور کنسرت بعدی بویی در حین بریتانیا، ژاپن و آمریکای شمالی در طول زمانی که با بندش عنکبوت‌های اهل مریخ اجرا می‌کرد، نگه داشته شد. بویی این شخصیت را در آلبوم بعدی خود علاءالدین سالم (۱۹۷۳) ادامه داد و آن را «زیگی به آمریکا می‌رود» توصیف کرد. بووی این شخصیت را در ۳ ژوئیه ۱۹۷۳ در یک کنسرت در همرسمیت آپولو در لندن، که در مستند زیگی استارداست و عنکبوت‌های اهل مریخ فیلم‌برداری و منتشر شد، بازنشسته کرد.

## یادکردها
1. ↑  Buckley 2005, pp. 156–157.
2. ↑  Pegg 2016, pp. 361–362.
3. ↑  James, David E. (13 February 2016). "The many deaths of David Bowie". OUPBlog. Oxford University Press. Retrieved 13 September 2020.